# Démocratie citoyenne
Démocratie citoyenne (DC) est un parti politique sénégalais, dont le leader est Samir Abourizk.

## Histoire
Le parti a été officiellement créé le 14 juillet 2000.
D'abord dans l'opposition, Samir Abourizk s'est prononcé en faveur d'Abdoulaye Wade lors de l'élection présidentielle de 2007. Présent dans les 35 départements, le parti a également soutenu le camp présidentiel lors des élections législatives de 2007, mais n'envisage pas de fusion avec le Parti démocratique sénégalais (PDS).

## Orientation
À l'origine, DC pouvait être considéré comme un parti de gauche, de type social-démocrate.
Ses objectifs déclarés sont de « faire du Sénégal une nation forte, moderne, prospère, pétrie du sens de l'honneur, de la dignité, de l'autorité et de la responsabilité ; une nation composée de citoyens patriotes qui soit un modèle d'équilibre, de modération et de mesure ; faire de la société sénégalaise une société de démocratie pluraliste fondée essentiellement sur l'assainissement des mœurs politiques, une société fortement attachée aux droits de l'homme et des peuples, une société de travail et d'engagement ; réaliser l'Unité Africaine ».

## Symboles
Sa couleur est le jaune. Le drapeau est d'une seule couleur au milieu duquel figure le symbole de la Démocratie citoyenne.

## Organisation
Son siège se trouve à Rufisque.